# Stazione di Nishi-Ōi
La Stazione di Nishi-Ōi (西大井駅?, Nishi-Ōi-eki) è una stazione ferroviaria di Tokyo, si trova nella parte sud del distretto di Shinagawa.

## Linee
- JR East
  - ■ Linea Yokosuka
  - ■ Linea Shōnan-Shinjuku

## Struttura
La stazione è dotata di due binari con due marciapiedi laterali
| 1 | ■ Linea Yokosuka                                  |  | per Yokohama, Zushi e Kurihama              |
| 2 | ■ Linea Yokosuka (per la linea Sōbu Rapida)       |  | per Shinagawa, Tokyo e Chiba                |
| 2 | ■ Linea Shōnan-Shinjuku (per la linea Utsunomiya) |  | per Shinjuku, Ikebukuro, Ōmiya e Utsunomiya |

## Stazioni adiacenti
| «                                                     | Servizio       | »              |
| Linea Yokosuka                                        | Linea Yokosuka | Linea Yokosuka |
| ----------------------------------------------------- | -------------- | -------------- |
| Shinagawa                                             | Locale         | Musashi-Kosugi |
| Shōnan-Shinjuku (solo i treni della linea Utsunomiya) |                |                |
| Ōsaki                                                 | Locale Rapido  | Musashi-Kosugi |